# Le due sorelle (Picasso)
Le due sorelle o L'incontro è un dipinto a olio su tela (152x100 cm) realizzato nel 1902 dal pittore spagnolo Pablo Picasso appartenente alle opere del  periodo blu.
È conservato nel Museo dell'Ermitage di San Pietroburgo.
Questa tela è stata realizzata nell'estate del 1902 a Barcellona,  in seguito agli studi eseguiti presso il carcere femminile di Saint-Lazare, durante il soggiorno parigino. Numerosi sono i disegni preparatori che precedettero l'esecuzione di questo dipinto. 

Il quadro rappresenta due donne, una prostituta e la madre, secondo le intenzioni dell'artista. Il titolo deriva da un errore dell'amico Sabartès, che trascrisse soeur (sorella) al posto di mère (madre).
La figura a destra tiene in braccio un bambino: questo particolare rimanda alle Visitazioni, in particolare a quella di El Greco.
Alcuni critici, come riportato da Richardson, interpretano l'opera come allegoria di amore sacro e amore profano.